# Grognardo
Grognardo (piemontiul: Gognèd vagy Gognèrd) település Olaszországban, Piemont régióban, Alessandria megyében. Lakosainak száma 230 fő (2023. január 1.). Grognardo Cavatore, Ponzone, Acqui Terme, Morbello és Visone községekkel határos.

## Népesség
A település lakossága az elmúlt években az alábbi módon változott:
| Lakosok száma | 258  | 253  | 230  |
|               | 2017 | 2018 | 2023 |